# AT-X
AT-X(Animation Theater X)는 AT-X 주식회사에서 운영하는 일본의 애니메이션 전문 유료방송 채널이다.
일부 케이블 텔레비전 방송국과 위성방송인 스카이퍼펙에서 수신되고 있다.

## 개요
- 원래 TV 도쿄와 TXN 계열 방송국에서 제작한 애니메이션을 주로 방송하려 했으나 BS 디지털 방송국인 BS JAPAN이 개국하면서 타 방송국 제작 애니메이션도 늘어났다.
- 프로그램 도중에 광고를 넣지 않아 광고 수익이 얼마 안되고 애니메이션의 성격상 실사영상보다 위성주파수 대역을 많이 사용하는 관계로 시청요금이 비싼 편이다.
- 아이 캐치 · 스폰서 소개화면 · 엔드 카드 등 재방송이 실시되면 잘려 나가는 것이 일반적인 부분도 거의 완전한 형태로 방송하고 있다.

## 약력
- 1997년 12월 24일: TV 도쿄와 TV 도쿄 미디어 넷의 공동운영으로 디렉 TV에서 방송 송출 개시
- 1999년: 첫 번째 자체 제작 프로그램인 《다이아몬드 타임》 첫 방송
- 2000년 6월 26일: 주식회사로 전환
- 2000년 9월 13일: 스카이퍼펙에서의 전송을 위해 시험 방송 시작
- 2000년 9월 30일: 디렉 TV에서의 방송 종료에 따라 디렉 TV에서의 방송 송출을 종료
- 2000년 10월 1일: 스카이퍼펙에서 방송 송출 시작
- 2001년 5월: 첫 오리지널 애니메이션 《피겨 17 날개 & 히카루》 첫 방송
- 2002년 7월 - 스카이 퍼펙 TV! 2 (지금의 스카이 퍼펙트 커뮤니케이션! e2 )에서 방송 시작.
- 2004년 1월 26일: 애니메이션 셀렉트 AT-X 샵 오픈
- 2005년 7월 12일: AT-X 샵 모바일 페이지 오픈
- 2009년 4월 1일 - 시청료를 1890엔으로 인상했으며 이날부터 24 시간 방송 시작.
- 2009년 10월 1일 - 스카이 퍼펙트 커뮤니케이션! HD에서 하이비전 방송 AT-X HD 시작
- 2010년 1월 27일 - 스카이 퍼펙트 커뮤니케이션! e2 채널의 화면비율을 4:3에서 16:9로 변경 (화질은 SD상태).

## 방영 작품
- 어떤 마술의 금서목록 (とある魔術の禁書目録)
- 페이트/스테이 나이트 (Fate/Stay Night)
- 성검의 블랙스미스 (聖剣の刀鍛冶)
- 쓰르라미 울 적에 (ひぐらしのなく頃に)
- 최유기 리로드 블래스트 (最遊記RELOAD BLAST)
- 풀 메탈 패닉! 4 : Invisible Victory
- 벽람항로 (Azur Lane;アズールレーン)
- 아픈 건 싫으니까 방어력에 올인하려고 합니다 (痛いのは嫌なので防御力に極振りしたいと思います。)

## 같이 보기
- 애니맥스
- TV 도쿄